# Heynlinschule
Die Heynlinschule Stein ist die Grund- und Hauptschule mit Werkrealschule in der Doppelgemeinde Königsbach-Stein im westlichen Enzkreis in Baden-Württemberg.

## Geschichte
Die Heynlinschule Stein wurde 1966 auf dem Wannenberg in Stein gegründet. Ihren Namen verdankt sie dem aus Stein stammenden Humanisten Johannes Heynlin. 2016 wurde das 50-jährige Schuljubiläum gefeiert.
Derzeit bestehen 21 Klassen an der Stammschule im Ortsteil Stein und an einer Außenstelle der Werkrealschule im Ortsteil Königsbach. Die Schule wird von mehr als 400 Schülern der Klassenstufen 1–10 besucht.

## Schularten und Schulabschlüsse
Aufbauend auf die Grundschule können die Schüler zum Hauptschulabschluss oder zum Mittleren Bildungsabschluss der Werkrealschule (Mittlere Reife) geführt werden.

## Schulleben
Im Schulleben der Heynlinschule Stein bestehen folgende Aktivitäten und sonstige Besonderheiten:
- Vorschulwerkstatt[7]
- Mehrere Arbeitsgemeinschaften (AGs)[8]
- 17 Bildungspartnerschaften[9]
- IGEL-Konzeption für schwer beschulbare Schüler[10]
- Schulsozialarbeit[11]